# Кристина (княгиня Силезии)
Кристина (до 1150 — 23 февраля 1204 или 1208) — вторая жена князя Силезии Болеслава I Долговязого, основателя вроцлавской ветви силезских Пястов.
Казимир Ясинский предположил, что Кристина могла происходить из немецкого графского рода, владевшего землями неподалеку от границы с Силезией: Эверштейнов, Хомбургов или Паппенбургов.
Первая жена Болеслава I Звенислава-Анастасия Всеволодовна умерла в Германии во время изгнания силезской княжеской семьи. Так как известно, что Болеслав вернулся в Силезию в 1163 году уже со второй женой и двумя детьми от первого брака, можно предположить, что Болеслав женился на Кристине незадолго до этого.
Кристина интриговала против старшего сына Болеслава Ярослава Опольского, побуждая мужа склонить Ярослава к духовной карьере, освободив тем самым княжеский трон для ее сыновей. Ярослав возмутился и в 1172 году поднял восстание против отца при поддержке дяди Мешко Плясоногого. Болеслав I был вынужден бежать в Эрфурт и вернулся только благодаря вмешательству императора Фридрих I Барбароссы. При этом Ярослав добился своей цели — ему было выделено Ополе в качестве самостоятельного княжества.
Кристина родила Болеславу Долговязому пятерых детей:
- Конрад (ок. 1158/1168 — 5 июля 1175/1190)
- Йоханн (ок. 1161/1169 — 10 марта до 1174)
- Генрих I Бородатый (ок. 1165/1170 — 19 марта 1238), князь Вроцлавский с 1201, князь-принцепс  Польши (князь Краковский) в 1225 и с 1232, князь Великопольский с 1234
- Аделаида (Збыслава) (после 1165 — 29 марта после 1213); муж: с ок. 1177/1182 Дипольд II (ум. 21 ноября 1190), князь в Моравии
- Владислав (после 1180 — 4 июня до 1199)